# Haemonchus
Haemonchus es un género de nematodos estrongílidos de la familia Trichostrongylidae parásitos del ganado; habitan en el abomaso y son hematófagos.

## Características
Son de color rojizo, poseen una cavidad bucal con lanceta dorsal, un esófago claviforme y la cutícula lisa con papilas cervicales. Los machos llegan a medir de 19 a 22 mm y tienen una bolsa copuladora muy desarrollada; las hembras miden 25 a 34 mm y poseen un pliege vulvar prominente y la cola en punta.

## Patogeneidad
La infestación, llamada hemoncosis, causa grandes pérdidas a los ganaderos de todo del mundo, especialmente en zonas tropicales. Para combatirlos se usan antihelmínticos, pero están desarrollado resistencia a los mismos.

## Especies
- Haemonchus contortus - Parásito de ovinos y caprinos.
- Haemonchus placei - Parásito de bovinos.
- Haemonchus placri - Parásito de bovinos.

- Datos: Q5891254
- Multimedia: Haemonchus / Q5891254